# تعز المنار (ذمار)
تعز المنار هي إحدى قرى محافظة ذمار في الجمهورية اليمنية.

## الموقع
تقع قرية تعز المنار في عزلة ذاهب بمديرية المنار التابعة لمحافظة ذمار، في اليمن.

## السكان
بلغ عداد سكانها 1198 نسمة بحسب الإحصاء للسكان والمساكن والمنشآت في اليمن لعام 2004.

## روابط خارجية
- World Gazetteer:Yemen
- الجهاز المركزي للإحصاء بالجمهورية اليمنية
- المركز الوطني للمعلومات باليمن
- الدليل الشامل